# Edmund Francis Bourke
Edmund Francis Bourke (1852-1926) est un homme d'affaires et un homme politique sud-africain, membre du conseil législatif du Transvaal et maire de Pretoria de 1903 à 1904.

## Biographie
Eddie Bourke est né en Afrique du Sud en janvier 1852 à Pietermaritzburg. Son père, John Bourke, était un pionnier catholique irlandais, originaire de Ballybane, près de Castlegar.
Après un apprentissage de comptabilité, Eddie Bourke s'installe au Transvaal en 1877 où il est recruté comme comptable pour une des plus vieilles entreprises de la ville. Après avoir brièvement séjourner pour affaires à Durban en 1878, il prend la direction en 1879 de Bourke and co. puis le contrôle de toute l'entreprise et développe ses activités dans l'agriculture et prend des participations dans les grandes industries minières.

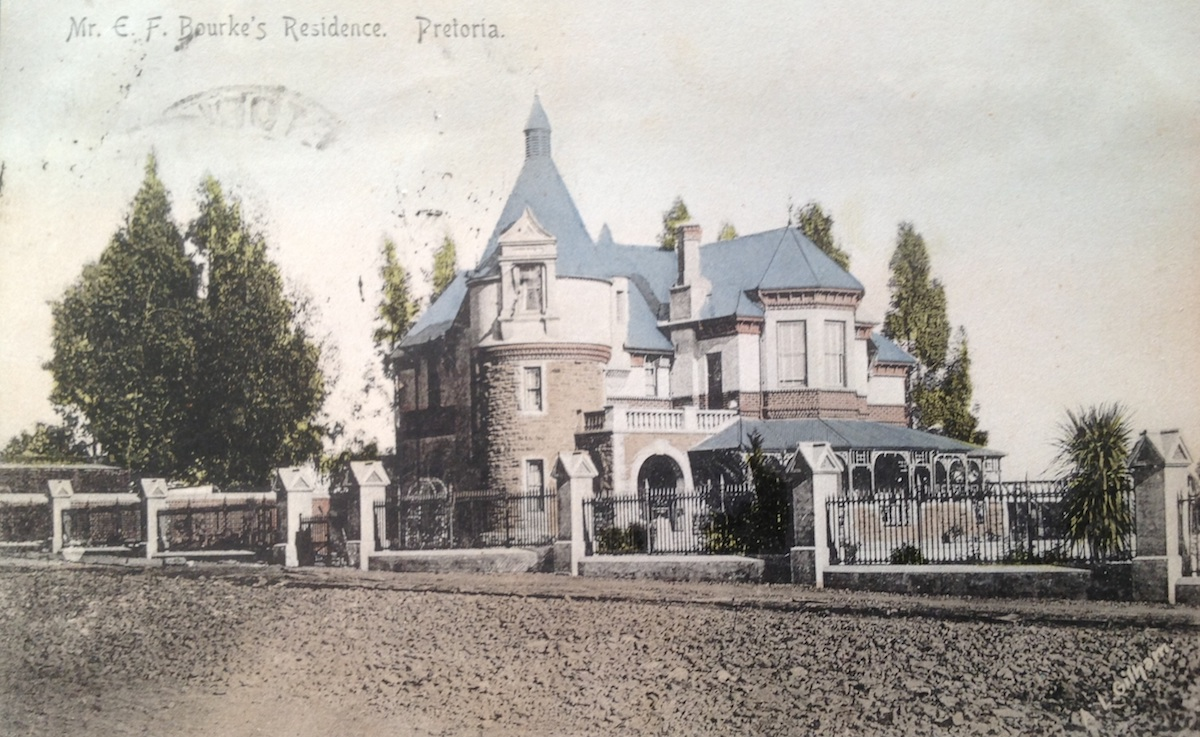
Barton Keep, la maison de Bourke à Pretoria construite en 1888

Il entre au premier conseil de ville de Pretoria en 1880 et siège à la commission sanitaire de la ville. Citoyen de la république sud-africaine du Transvaal et personnalité locale en vue, il tisse des liens d'amitiés avec le président Paul Kruger. 
En 1891, Bourke devient le premier président de la toute nouvelle chambre de commerce de Pretoria. Impliqué dans de nombreuses activités caritatives ou de mécénat, il finance des hôpitaux, des écoles (St Ethelreda School for Girls ou le Staatsmeisjeschool) et des installations sportives. 
La seconde guerre des Boers le met en situation difficile et en accord avec Kruger, il s'installe avec sa famille en Angleterre d'où il fait acheminer vers les hôpitaux du Transvaal, via Lourenço Marquès, des médicaments et de l'équipement. 
Après la guerre, Eddie Bourke revient à Pretoria et devient le premier maire post guerre de la ville. 
Père de 5 enfants, une rue de Pretoria (Bourke street) porte son nom. 
Barton Keep, sa maison de Pretoria construite en 1888 et décorée par Anton van Wouw, est située au 218, rue Jacob Maré. Utilisée comme quartier général par les forces d'occupation britannique en 1902, elle est inscrite au registre des monuments nationaux.